# Осмийтримолибден
Осмийтримолибден — бинарное неорганическое соединение, интерметаллид
осмия и молибдена
с формулой Mo3Os,
кристаллы.

## Получение
- Сплавление стехиометрических количеств чистых веществ:

{\displaystyle {\mathsf {Os+3Mo\ {\xrightarrow {2210^{o}C}}\ OsMo_{3}}}}

## Физические свойства
Осмийтримолибден образует кристаллы
кубической сингонии,
пространственная группа P m3n,
параметры ячейки a = 0,49712 нм, Z = 2,
структура типа оксида вольфрама W3O
.
Соединение образуется по перитектической реакции при температуре 2210 °С 
и имеет область гомогенности 24÷25 ат.% осмия .